# 오스트라바 도시구

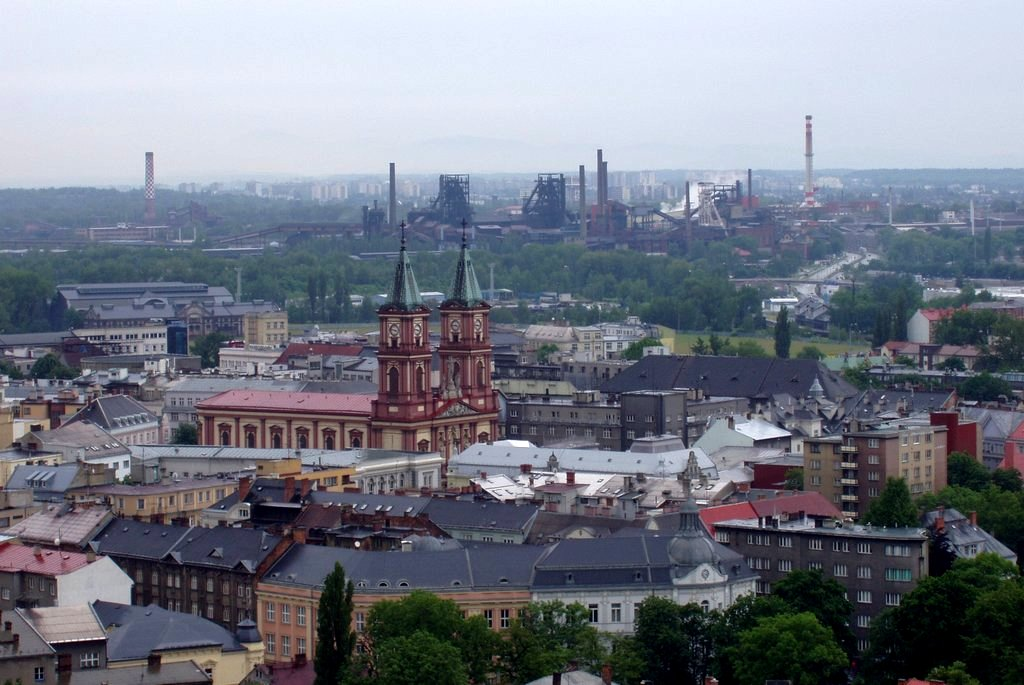
오스트라바 도시구의 행정 중심지인 오스트라바

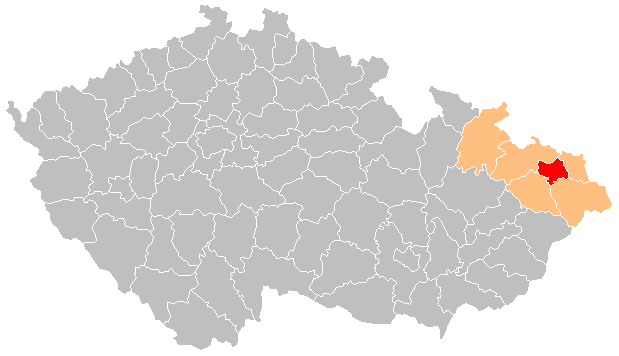
오스트라바 도시구의 위치

오스트라바 도시구(체코어: Okres Ostrava-město)는 체코 모라바슬레스코주를 구성하는 6개 구 가운데 하나로 행정 중심지는 오스트라바이며 면적은 331.53km2, 인구는 321,273명(2019년 1월 1일 기준), 인구 밀도는 970명/km2이다.
모라바슬레스코주 중부에 위치하며 13개 지방 자치체(4개 시, 9개 마을)를 관할한다. 모라바슬레스코주 오파바구, 카르비나구, 프리데크미스테크구, 노비이친구와 접한다.